# Дезарг (лунный кратер)
Кратер Дезарг (лат. Desargues) — большой древний ударный кратер в северной приполярной области видимой стороны Луны. Название присвоено в честь французского геометра Жерара Дезарга (1591—1661) и утверждено Международным астрономическим союзом в 1964 г. Образование кратера относится к донектарскому периоду.

## Описание кратера
Ближайшими соседями кратера являются кратер Линдблад на западе; кратер Брианшон на северо-западе; кратер Паскаль на севере; кратер Понселе на северо-востоке; кратер Анаксимен на востоке-северо-востоке; кратер Карпентер на востоке; кратер Анаксимандр на востоке-юго-востоке; кратер Пифагор на юго-востоке и кратер Кремона на юго-западе. Селенографические координаты центра кратера 70°15′ с. ш. 73°25′ з. д. / 70,25° с. ш. 73,42° з. д., диаметр 84,9 км, глубина 2,51 км.
За время своего существования кратер значительно разрушен, форма его близка к циркулярной со значительным выступом в северо-восточной части и меньшим выступом в южной части. Оба этих выступа являются останками более древних кратеров, остатки валов которых просматриваются в виде цепочки невысоких холмов. Вал сглажен, перекрыт множеством кратеров различного размера. К южной части вала прилегает сателлитный кратер Дезарг M (см. ниже), к восточной пара сателлитных кратеров Дезарг E и Дезарг B. Высота остатков вала над окружающей местностью достигает 1390 м, отдельные пики в юго-восточной части вала имеют возвышение до 2360 м,объем кратера составляет приблизительно 6800 км³. Дно чаши сравнительно ровное, вероятно переформированное заполнением кратера лавой или породами выброшенными при формировании соседних кратеров.
До получения собственного названия в 1964 г кратер Дезарг именовался сателлитным кратером Анаксимандр C.
За счет своего расположения у западного лимба Луны кратер при наблюдениях имеет искаженную форму, условия его наблюдения зависят от либрации Луны.

## Сателлитные кратеры
| Дезарг | Координаты                                            | Диаметр, км |
| ------ | ----------------------------------------------------- | ----------- |
| A      | 71°20′ с. ш. 75°38′ з. д. / 71,34° с. ш. 75,64° з. д. | 14,3        |
| B      | 70°40′ с. ш. 65°21′ з. д. / 70,67° с. ш. 65,35° з. д. | 48,6        |
| C      | 69°40′ с. ш. 78°50′ з. д. / 69,67° с. ш. 78,83° з. д. | 10,9        |
| D      | 69°22′ с. ш. 70°05′ з. д. / 69,37° с. ш. 70,09° з. д. | 11,2        |
| E      | 70°20′ с. ш. 67°40′ з. д. / 70,33° с. ш. 67,66° з. д. | 31,8        |
| K      | 68°31′ с. ш. 67°41′ з. д. / 68,52° с. ш. 67,69° з. д. | 9,2         |
| L      | 69°29′ с. ш. 82°14′ з. д. / 69,49° с. ш. 82,23° з. д. | 12,9        |
| M      | 68°25′ с. ш. 74°25′ з. д. / 68,42° с. ш. 74,42° з. д. | 27,5        |

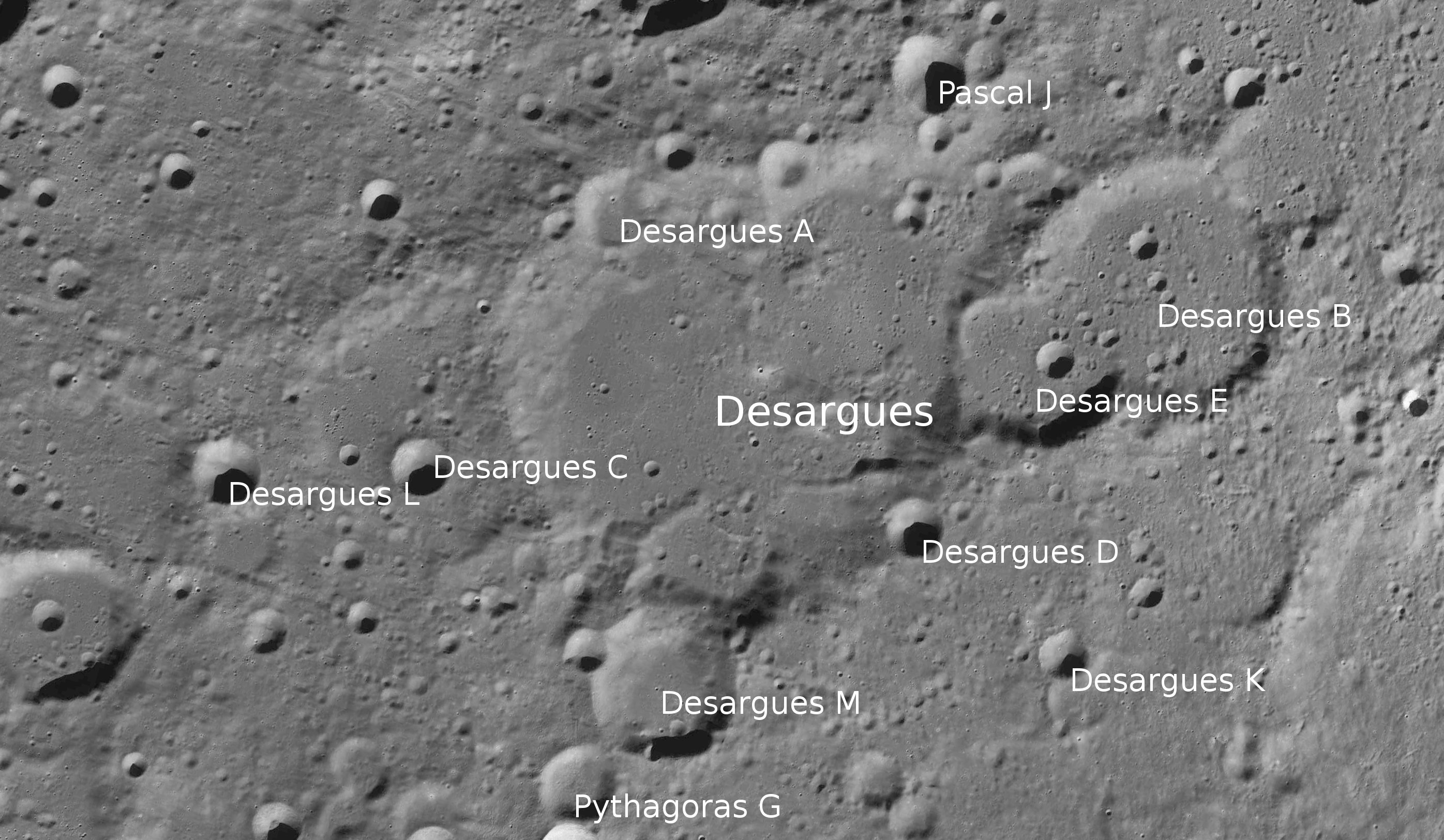
Снимок Lunar Reconnaissance Orbiter.

- Глубина сателлитного кратера Дезарг E составляет 2300 м, приметный чашеобразный кратер в его чаше имеет глубину около 1000 м[5].
- Возвышение вала сателлитного кратера Дезарг М достигает 2300 м[5].
- Образование сателлитного кратера Дезарг M относится к раннеимбрийскому периоду[1].